# XBTK (航空機)
XBTK
飛行するXBTK-1 44313号機
(1945年撮影)
- 用途：急降下爆撃機、雷撃機
- 分類：艦上攻撃機
- 製造者：カイザー・フリートウィングス社
- 運用者： アメリカ海軍
- 初飛行：

  - 1945年4月12日（試作1号機）
  - 1946年3月（試作2号機）
- 生産数：5機
- 生産開始：1945年3月（試作1号機）
- 退役：1946年9月3日（契約破棄、開発中止）
- 運用状況：未就役

XBTK（Kaiser-Fleetwings XBTK ）は、第二次世界大戦中にカイザー・フリートウィングス社がアメリカ海軍向けに開発した試作艦上攻撃機。競作機に敗れ採用されなかった。

## 概要

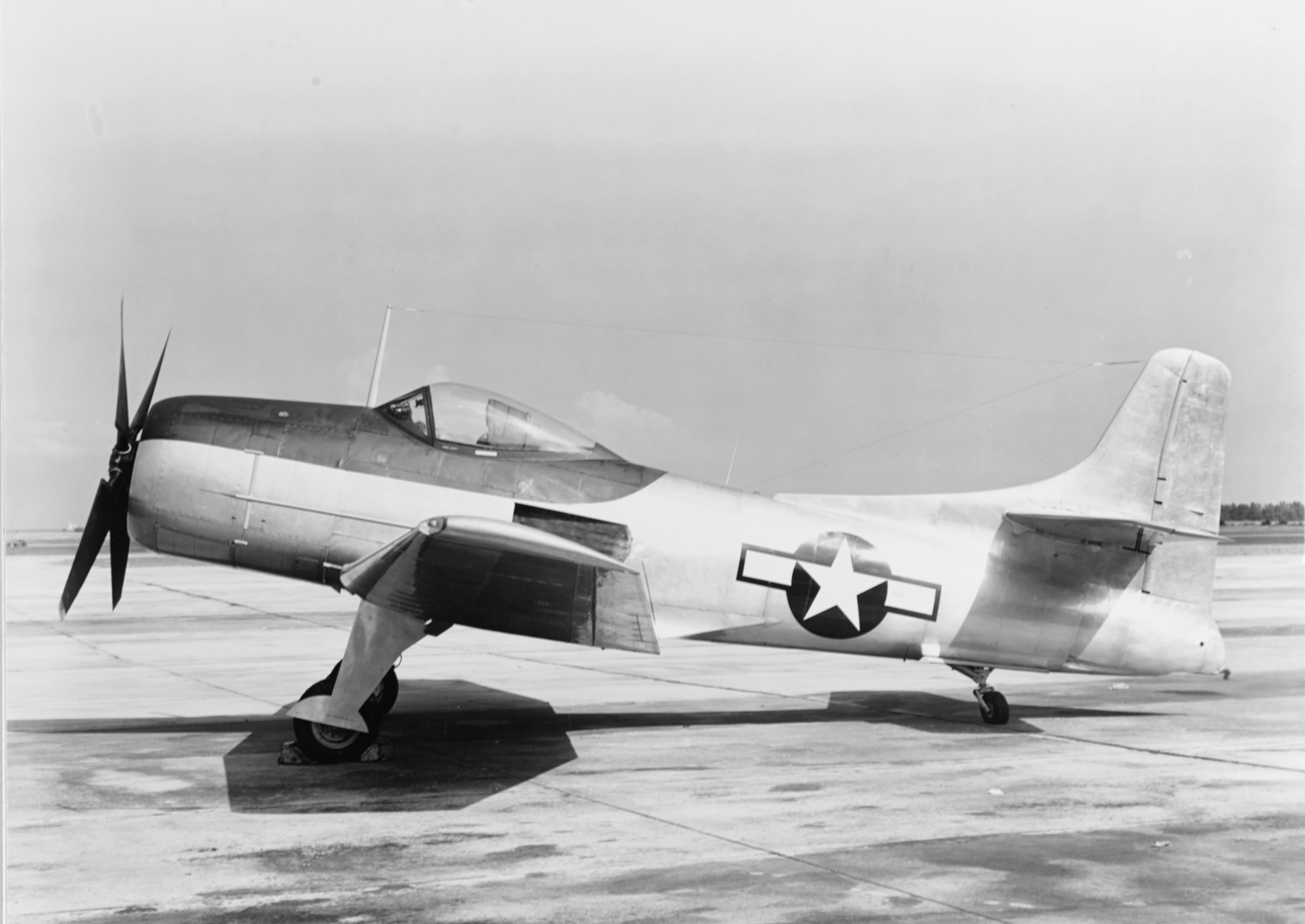
XBTK-1 BuNo.44313 左側面よりキャノピー右下にある黒い凹部分が排気口

1943年、アメリカ海軍は艦上機の爆撃機と攻撃機の一本化を図り、次期主力雷撃機計画兼急降下爆撃機計画を出した。これに、マーティン社はXBTM-1、ダグラス社はXBT2D-1、カーティス・ライト社はXBTC-1、そしてカイザー・フリートウィングス社はXBTK-1を提出して応えた。 試作第1号機・BuNo.44313は、1945年4月12日に初飛行した。
XBTK-1は、競作となったXBTMやXBT2D、XBTC同様全金属製の単座攻撃機だったが、他社の機体が2500馬力超の強力なエンジンを搭載していたのに比べて、2000馬力級のエンジンを搭載し競争相手と比べて軽量小型にまとめられていた。胴体に爆弾倉を設けず、兵装はすべて主翼と胴体に設けられたパイロンに懸架するのはXBT2D等と同じである。この他、本機の特徴として、排気管をエンジンカウリングのすぐ後ろではなく、胴体側面のダクトを通じてコクピットのすぐ後ろから排気する形式（オーグメント・チューブ方式）を採用していたことがあげられる。

試作機は最高速度600km/hを記録し、小型軽量の機体だったため運動性能もまずまずだったが、機体のサイズとエンジンの馬力の関係でライバル機よりも兵装搭載量が少なくなってしまったことが海軍から嫌われ、また太平洋戦争の終結により新型機の需要も薄れたため、XBTM、XBT2Dが採用となり本機は5機の試作機を製作しただけで不採用となった。生産型であるBTK-1も17機発注されていたが、同時にキャンセルとなった。 

## 各型
XBTK-1
5機（BuNo.44313, 44314, 90484, 90485, 90486）製造。

## 運用者
- アメリカ合衆国
  -  アメリカ海軍（予定）

## 諸元
XBTK-1
- 全長：11.86m
- 全幅：14.83m
- 全高：4.78m
- 自重：4,517kg

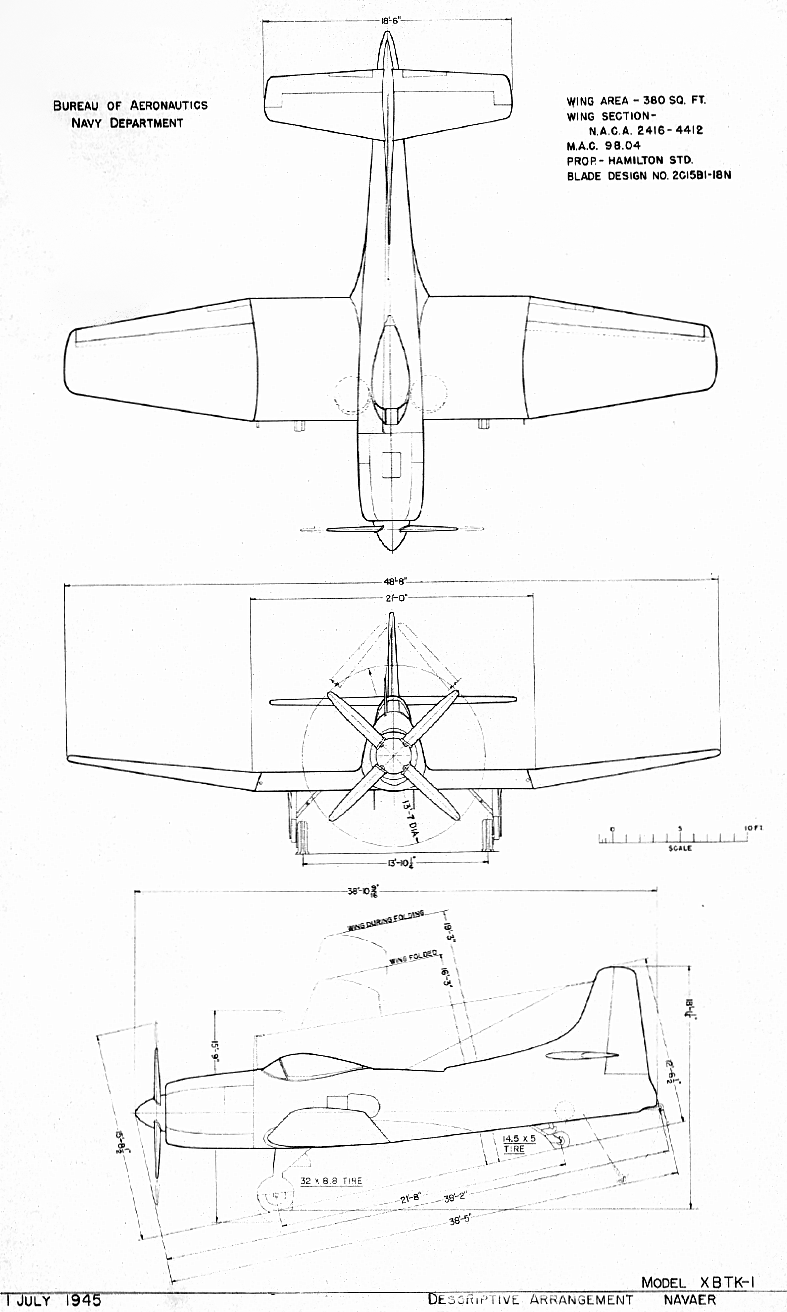
XBTK 三面図

- エンジン：P&W R-2800-34W 空冷星型18気筒　2,100hp
- 乗員：1名
- 武装：魚雷・爆弾など最大1,814kg、20mm機関砲×2
- 最大速度：600km/h